# Córrego Brandão
Córrego Brandão är ett vattendrag i Brasilien.   Det ligger i delstaten Mato Grosso, i den centrala delen av landet, 1 300 km väster om huvudstaden Brasília.
Omgivningarna runt Córrego Brandão är huvudsakligen savann. Runt Córrego Brandão är det mycket glesbefolkat, med 3 invånare per kvadratkilometer.